# Middletown (Ohio)
Middletown é uma cidade localizada no estado norte-americano de Ohio, no Condado de Butler e Condado de Warren.

## Demografia
Segundo o censo norte-americano de 2000, a sua população era de 51.605 habitantes.
Em 2006, foi estimada uma população de 51.290, um decréscimo de 315 (-0.6%).

## Geografia
De acordo com o United States Census Bureau tem uma área de
66,9 km², dos quais 66,5 km² cobertos por terra e 0,4 km² cobertos por água. Middletown localiza-se a aproximadamente 199 m acima do nível do mar.

## Localidades na vizinhança
O diagrama seguinte representa as localidades num raio de 12 km ao redor de Middletown.